# Rudnica, Pljevlja
Rudnica este un sat din comuna Pljevlja, Muntenegru. Conform datelor de la recensământul din 2003, localitatea are 102 locuitori (la recensământul din 1991 erau 98 de locuitori).

## Demografie
În satul Rudnica locuiesc 84 de persoane adulte, iar vârsta medie a populației este de 45,0 de ani (44,5 la bărbați și 45,5 la femei). În localitate sunt 37 de gospodării, iar numărul mediu de membri în gospodărie este de 2,76.
Această localitate este populată majoritar de sârbi (conform recensământului din 2003).
|  |

| Demografie | Demografie | Demografie |
| An         | Locuitori  | Locuitori  |
| ---------- | ---------- | ---------- |
|            |            |            |
|            |            |            |
|            |            |            |
|            |            |            |
| 1948       | 239        |            |
| 1953       | 205        |            |
| 1961       | 210        |            |
| 1971       | 156        |            |
| 1981       | 145        |            |
| 1991       | 98         | 98         |
| 2003       | 103        | 102        |

| \| Componența etnică conform recensământului din 2003[2] \| Componența etnică conform recensământului din 2003[2] \| Componența etnică conform recensământului din 2003[2] \| Componența etnică conform recensământului din 2003[2] \| Componența etnică conform recensământului din 2003[2] \| \| ----------------------------------------------------- \| ----------------------------------------------------- \| ----------------------------------------------------- \| ----------------------------------------------------- \| ----------------------------------------------------- \| \| \| \| \| \| \| \| Sârbi \| Sârbi \| \| 85 \| 83,33% \| \| Muntenegreni \| Muntenegreni \| \| 14 \| 13,72% \| \| Iugoslavi \| Iugoslavi \| \| 3 \| 2,94% \| \| necunoscută \| necunoscută \| \| 0 \| 0% \| |              |  |    |        |
| Componența etnică conform recensământului din 2003 |              |  |    |        |
| |              |  |    |        |
| Sârbi | Sârbi        |  | 85 | 83,33% |
| Muntenegreni | Muntenegreni |  | 14 | 13,72% |
| Iugoslavi | Iugoslavi    |  | 3  | 2,94%  |
| necunoscută | necunoscută  |  | 0  | 0%     |